# 千葉誠治
千葉 誠治（ちば せいじ ）は、日本の映画監督・映画プロデューサー・脚本家である。神奈川県横浜市出身。

## 来歴・人物
- 1990年、アメリカへ留学。
- Los Angeles City Collegeにて演出・脚本・編集などのプロダクション全般の単位を修得。
- 帰国後は、自主映画の演出のほか、映像製作会社にてプロデューサーの経験を積んだ後、2000年に独立[1]。
- 海外を意識した忍者映画が多く、『AVN エイリアンVSニンジャ』（2011年）は奇抜な設定とともに海外でも評価され[2]、米国、イギリスなど世界20か国以上で販売され、大ヒットとなり、米国からリメイク化権の購入依頼が複数来た。
- 『忍者狩り』（2015年）は「シッチェス映画祭 ファンタスティック・セレクション」にて上映される初の邦画作品となる[2]。
- また、監督した多くのホラー映画も海外で販売され、配信にて世界中のファンに視聴されている。
- その経歴から脚本、編集兼任作品が多く、映画プロデューサー出身だけにプロデューサー兼任作品も多い。
- 数々の映像作品をプロデュースする株式会社 north cky(ノースシーケーワイ)代表取締役。

## 主な監督作品

### 映画
- TWO OF US（1995年、自主制作）[3]
- 巌流島 GANRYUJIMA（2003年） 　 出演：本木雅弘、西村雅彦、田村淳、吉岡美穂、金子昇、筧利夫　ほか
- メシア 伝えられし者たち（2004年）[4] 　 出演：森田彩華、松田悟志、清水あすか、浅井星光、樋浦勉
- D.P（2004年）[5] 　 出演：半田健人、藤田陽子、高野八誠、蒲生麻由、阿部薫、一條俊、大蔵基誠、浅井星光、松田賢二
- グランドサークル（2005年） 　 出演：松田賢二、紺野千春、木下ほうか、早瀬英里奈、小木茂光、一條俊、樋浦勉
- 天正伊賀の乱（2005年） 　 出演：合田雅吏、小田井涼平、島津健太郎、一條俊、樋浦勉
- red letters（2006年） 　 出演：松田賢二、筧利夫、木下ほうか、島津健太郎、樋浦勉
- 伊賀の乱 拘束（2007年） 　 出演：松田賢二、柏原収史、いとうあいこ、永倉大輔、島津健太郎、樋浦勉
- 戦国 伊賀の乱（2009年） 　 出演：合田雅吏、柏原収史、高野八誠、島津健太郎、宝積有香、早瀬英里奈、樋浦勉
- 抜け忍（2009年） 　 出演：肘井美佳、泉政行、虎牙光揮、島津健太郎、辰巳奈都子、樋浦勉
- 忍邪（2010年） 　 出演：合田雅吏、柏原収史、虎牙光揮、永倉大輔、豊川めい、ジェリー藤尾
- 女忍 KUNOICHI（2011年） 　 出演：武田梨奈、虎牙光揮、三元雅芸、佐藤雄一、小野村麻侑、藤澤志帆、琴乃、島津健太郎
- AVN（2011年） 　 出演：三元雅芸、柏原収史、土平ドンペイ、肘井美佳
- いま、殺りにゆきます（2012年） 　 出演：森田涼花、桃瀬美咲、肘井美佳、菅野麻由、戸谷公人
- work shop（2013年） 　 出演：古川雄大、戸谷公人、滝口幸広、中島愛里
- 劇場版 東京伝説 恐怖の人間地獄（2014年） 　 出演：足立梨花、平埜生成、藤澤志帆、真凛
- 劇場版 東京伝説 歪んだ異形都市（2014年） 　 出演：黒川芽以、中島愛里、戸谷公人、小野川晶
- マウント・ナビ（2014年） 　 出演：片山享、秋山タアナ、友松栄、金子彩奈
- 忍者狩り（2015年）[6] 　 出演：三元雅芸、黒川芽以、虎牙光揮、島津健太郎
- シュウカツ（2016年） 　 出演：桜田通、渡部秀、廣瀬智紀、横浜流星、肘井美佳、戸谷公人
- 「超」怖い話（2016年） 　 出演：荻野可鈴、肘井美佳、仁科あい、秋山タアナ
- 「超」怖い話2（2017年） 　 出演：荻野可鈴、志田友美、京佳、山田朱莉
- シュウカツ2（2018年） 　 出演：渡部秀、染谷俊之、戸谷公人、溝口琢矢、肘井美佳
- 監幽（2018年）[7]出演：高橋しょうこ、川島潤哉、安保匠
- シュウカツ3（2018年）[8]出演：渡部秀、荒牧慶彦、溝口琢矢
- AI探偵（2019）[9]出演：荒牧慶彦、滝口幸広、溝口琢矢
- シュウカツ4 (2020年)  　出演：正木郁、伊藤昌弘、梅津瑞樹、安里勇哉、松田昇大
- シュウカツ5 (2021年) 　 出演：赤澤遼太郎、正木郁、太田将熙、伊藤昌弘
- リモート探偵 (2021年)　 出演：赤澤遼太郎、太田将熙、松田昇大
- ストリートを探偵してみた (2022年) 　出演：正木郁、廣瀬裕一郎
- 編集霊 deleted (2023年)　　出演：正木郁、佐藤日向、古谷大和、吉武千颯
- ドラレコ霊 (2024年)     出演：伊達さゆり、吉武千颯、鹿目凛、涼邑芹、西川俊介、水瀬紗彩耶

### オリジナルビデオ
- 無人島物語　BRQ（2001年）谷垣健治と共同監督
- 隠忍術（しのび）（2002年）[10]谷垣健治と共同監督
- 隠忍術（しのび）弐（2002年）谷垣健治と共同監督
- 隠忍術（しのび）参（2002年）
- 隠忍術（しのび）四　殺戮の終末（2003年）